# Пунищи
Пунищи — деревня в Смоленском районе Смоленской области России. Входит в состав Лоинского сельского поселения. Население — 5 жителей (на 2007 год). 
Расположена в западной части области в 48 км к северо-западу от Смоленска, в 5 км западнее автодороги Р133 Смоленск — Невель, на берегу реки Ольша. В 28 км южнее деревни расположена железнодорожная станция Поселковая на линии Смоленск — Витебск.

## История
В годы Великой Отечественной войны деревня была оккупирована гитлеровскими войсками в июле 1941 года, освобождена в сентябре 1943 года. 